# Asperula tenuifolia
Asperula tenuifolia är en måreväxtart som beskrevs av Pierre Edmond Boissier. Asperula tenuifolia ingår i släktet färgmåror, och familjen måreväxter. Inga underarter finns listade i Catalogue of Life.